# Macratria
Macratria es un género de coleóptero de la familia Anthicidae.

## Especies
Las especies que conforman este género son:
- Macratria abdominalis Pic, 1954
- Macratria aotearoa Werner & Chandler, 1995
- Macratria arabicaUhmann, 1998
- Macratria binhana Pic, 1927
- Macratria bipunctata
- Macratria brevevittata Pic, 1933
- Macratria brunnea Casey, 1895
- Macratria chitwana Telnov, 2003
- Macratria confusa LeConte, 1855
- Macratria davidsonae Armstrong, 1948
- Macratria delamarei Pic, 1946
- Macratria fouqueti Pic, 1934
- Macratria freyi Pic, 1938
- Macratria gigantea Wickham, 1910
- Macratria hungarica Hampe, 1873
- Macratria instriatipennis Pic, 1955
- Macratria leprieuri Reiche, 1864
- Macratria lesnei Pic, 1933
- Macratria murina (Fabricius, 1801)
- Macratria obscuripes Pic, 1914
- Macratria ovicollis Casey, 1895
- Macratria pendleburyi Pic, 1936
- Macratria robustior Annam Pic, 1923
- Macratria sabahense Telnov, 2004
- Macratria semiannulipes Pic, 1922
- Macratria severini Pic, 1955
- Macratria sola Telnov, 2002
- Macratria succinia Abdullah, 1965
- Macratria testaceilabris Pic, 1940
- Macratria testaceitarsis Pic, 1916
- Macratria tricolorata Telnov, 2004
- Macratria vanhillei Pic, 1950
- Macratria villiersi Pic, 1952